# Moelwynion

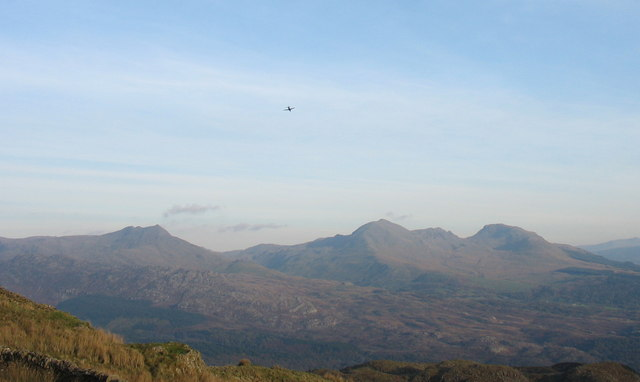
Els Moelwynion (d'esquerra a dreta): Cnicht, Moelwyn Mawr, Craigysgafn i Moelwyn Bach

Els Moelwynion són un grup de muntanyes al centre d'Eryri, al nord de Gal·les. S'estenen des del nord-est de Porthmadog fins a Moel Siabod, el més alt del grup. El nom deriva dels noms de dues de les muntanyes més grans del grup, Moelwyn Mawr (gran turó blanc) i Moelwyn Bach (petit turó blanc), de 770 i 710 metres respectivament. Moel Siabod, al nord, és el més alt amb 872 m.
La serra inclou els següents cims:
- Moel Siabod
- Moelwyn Mawr
- Moelwyn Bach
- Allt-fawr
- Cnicht
- Craigysgafn
- Moel Druman
- Ysgafell Wen
- Manod Mawr
- Moel-yr-hydd
- Moel Penamnen
- Moel Meirch
- Y Ro Wen